# Vincent Candela
Vincent Candela   (Bedarius, 24 d'octubre de 1973) és un exfutbolista francès.

## Selecció de França
Va formar part de l'equip francès a la Copa del Món de 1998 i 2002.